# Dafnis y Cloe

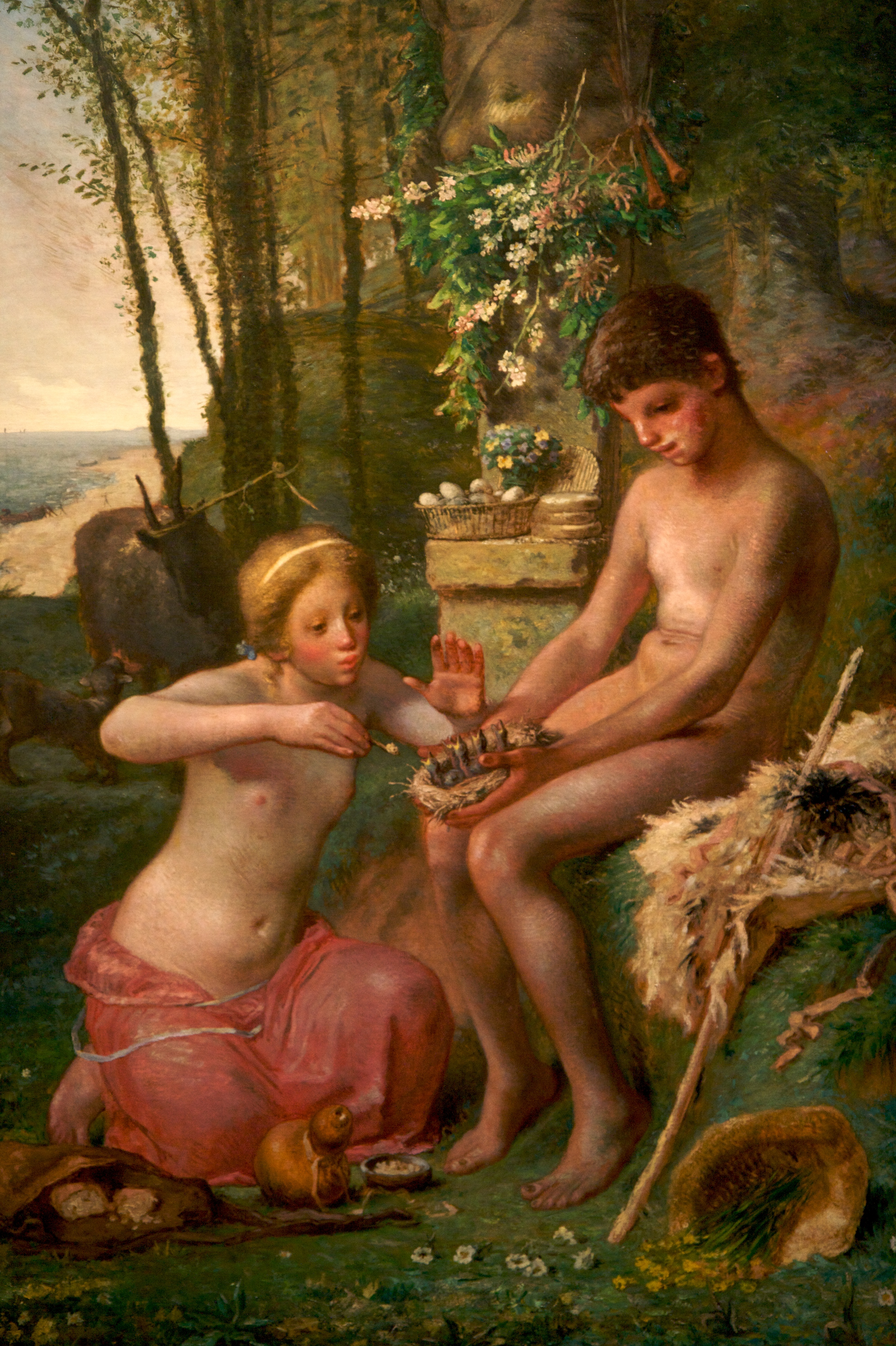
Dafnis y Cloe, de Jean-François Millet.

Dafnis y Cloe (en griego Δάφνις καὶ Χλόη, Daphnis kai Chloē) es la única obra conocida del novelista griego del siglo II Longo.

## Autor
Se desconoce casi todo de la biografía de Longo. Suele asumirse que su lugar de origen pudo ser la isla de Lesbos porque en ella sitúa la acción de su novela. Sobre su cronología, se ha deducido que debe ser anterior al III por algunos datos internos de la novela, así como por la relación con la cronología de Aquiles Tacio, que fue su presunto imitador.
Longo debía conocer sin duda la obra de los poetas bucólicos del periodo helenístico, así como a otros poetas líricos más antiguos. En su obra se nota también una influencia de personajes y temas procedentes de la llamada «comedia nueva».

## Sinopsis
La historia de Dafnis y Cloe se desarrolla en una campiña de la isla de Lesbos. Los protagonistas son dos niños abandonados en un bosque y encontrados por dos matrimonios de pastores. Crecen juntos y desarrollan un fuerte vínculo de amistad, compartiendo las labores de pastoreo que sus familias adoptivas les asignan. Al llegar la pubertad, descubren juntos el amor y el erotismo, tutelados por divinidades como Eros, Pan, las Ninfas y Dioniso. Atraviesan diversas aventuras y finalmente se casan tras el reconocimiento de la identidad de sus padres biológicos.

## Contexto y estilo

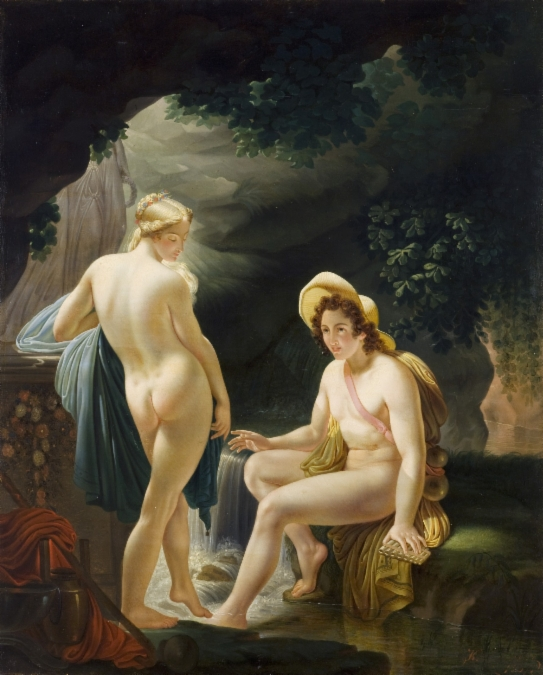
Dafnis y Cloe, de Karl Briullov.

Esta obra también es conocida como Las pastorales. Longo adoptó el ambiente pastoril de los poemas de Teócrito para la narración de su novela, por lo que se considera el inventor de la novela pastoril. Se han destacado el estilo preciosista, la sofisticada sensibilidad y el elevado erotismo de la obra. El relato alterna pasajes de acción con pasajes reposados, enmarcados en una naturaleza rústica. El paso de las estaciones durante un año y medio se utiliza para delimitar las etapas que atraviesa la relación de los protagonistas. A diferencia de otras novelas contemporáneas, en las que al amor surge a partir de un «flechazo» a primera vista, en Dafnis y Cloe los sentimientos van paulatinamente evolucionando.
Por otra parte, una de las innovaciones que se atribuye a esta novela es la introducción de una intensa religiosidad en el género bucólico. Incluso se han apreciado paralelismos entre las fases por las que atraviesa el amor entre los protagonistas y las iniciaciones en cultos mistéricos.

## Influencias
Se desconoce la popularidad que pudo tener esta novela en los siglos posteriores a su creación. Se han advertido algunos ecos en autores bizantinos del siglo XII. Fue a partir de su traducción a diferentes lenguas cuando se convirtió en fuente de inspiración de otras obras de la literatura europea. Así, Dafnis y Cloe, en la literatura francesa, fue el modelo de La Sireine de Honoré d'Urfé, Annette et Lubin (1761) de Jean-François Marmontel y Pablo y Virginia (1784) de Bernardin de Saint-Pierre. En Inglaterra influyó en obras de Robert Greene como Pandosto y Menaphon; y más tarde en el poeta Allan Ramsay. En Alemania, se advierte su influencia en los Idilios de Salomon Gessner. Además, Goethe realizó una valoración muy positiva de la obra de Longo y también se puede apreciar su influencia en Hermann y Dorothea. En España, Juan Valera, traductor de la obra de Longo, reconoció haberse inspirado en ella para su novela Pepita Jiménez.
Asimismo, Dafnis y Cloe ha sido fuente de inspiración para pintores como Camille Corot y para músicos como Maurice Ravel.

## Ediciones

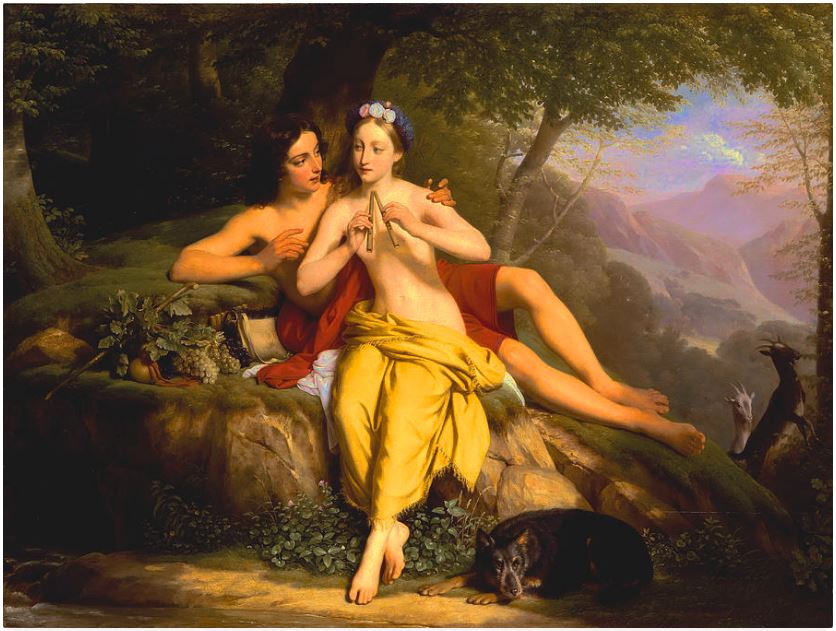
Dafnis y Cloe, de Louise Marie-Jeanne Hersent-Mauduit.

La primera publicación del texto griego en Florencia por Columbani tuvo lugar en 1598.
Las traducciones antiguas más destacadas a diversas lenguas fueron las de: 
- Jacques Amyot (1559), primera en francés.
- L. Gambara (1569), primera en latín.
- G. Jungermann (1605), en latín.
- A. Day (1587), primera en inglés, aunque se considera más bien una adaptación.
- G. Thornley (1657), en inglés.
- D. Wolstand (1615), primera en alemán.
- F. Jacobs (1832), en alemán.
- A. Caro (primera en italiano, iniciada en 1537 pero publicada un siglo más tarde).
- Juan Valera (1880), primera en castellano.[7]

A diferencia de otras novelas griegas, que fueron traducidas al castellano en el siglo XVI, esta lo fue en 1880 por Juan Valera. Carlos García Gual, en su introducción a la edición de Alianza Editorial, la valora como una «versión bastante cuidada, en excelente prosa castellana, aunque con algún ligero retoque, pues Valera cambia el sexo de algún personaje menor para evitar alusiones a la homosexualidad masculina». Apunta que «tal vez el hecho de los abundantes desnudos y el ambiente erótico sensual, (…) y el paganismo del texto de Longo lo alejó de la literatura castellana del Renacimiento».
Otras ediciones destacadas que pueden citarse son
- Jean-Baptiste Gaspard d'Ansse de Villoison (1778, el primer texto estándar con comentarios)
- P. L. Courier (1810)
- E. Seiler (1843)
- R. Hercher (1858)[7]
- Ramón Miquel i Planas (1905), en catalán a partir de la traducción francesa de Amyot - Courier. Esta versión fue reeditada (1906) con ilustraciones en cromolitografia de Josep Triadó.[9]
- Carmen de Burgos Seguí (1910). Se trata de la segunda traducción al castellano, a partir de la versión francesa de J. Amyot con los arreglos de Courier.[10]
- A. Kayris (1932)
- G. Dalmeyda (1934)
- G. Balboni (1958) en italiano.
- O. Schonberger (1960) en alemán.
- Jaume Berenguer Amenós (1963) en catalán.[7]